# 최민정 (기업인)
최민정(崔敏貞, 1991년~)은 대한민국의 기업인이다. SK그룹 창업주 손녀이자 최태원 회장과 아트센터나비 노소영 관장의 차녀이다. 2014년 해군사관후보생으로 임관했다. 이후 SK하이닉스에서 전략 업무를 수행했다. 2024년 미국 스타트업 인티그럴 헬스(Integral Health)를 공동 창업했다.

## 학력
- 베이징 대학교 경영학 학사
- 조지타운 대학교 대학원 국제경영정책학 석사

## 생애
1991년 재벌 4세로 태어나 베이징 대학교에서 경영학 학사를 취득했다. 이후 조지타운 대학교에서 국제경영정책학 석사 학위를 취득했다.
2014년 해군사관후보생으로 자원 입대해 소위로 임관하였다. 2015년에는 청해부대 충무공이순신함에, 2016년에는 해군 2함대사령부에서 복무했다.
2017년 중국계 미국계 투자회사 ‘홍이투자(Hongyi Investments)’에 합류해 글로벌 M&A 업무에 참여했다.
2019년 SK하이닉스에 대리급으로 입사해 글로벌 전략 및 인수·합병 관련 업무를 수행했다.
2022년 초 SK하이닉스를 휴직 후, 2023년 샌프란시스코 기반 원격의료 스타트업 ‘던(Done)’에서 무보수 자문역으로 활동했다.
2024년 3월 인티그럴 헬스를 공동 창업하여, AI 기반 심리건강 헬스케어 솔루션을 개발 중이다.

## 개인사
- 2024년 10월 13일 서울 워커힐 호텔에서 중국계 미국인 해병 장교 케빈 황과 결혼했다.[3]

- 언니 최윤정 SK바이오팜 사업개발본부장, 남동생 최인근 SK E&S 매니저와 함께 SK 그룹 3남매 중 막내이다.[4]